# Rex Zero 1
Rex Zero 1 je prva slovenska polavtomatska pištola. Konstruirana je bila leta 2014 v podjetju Arex iz Šentjerneja in temelji na švicarsko-nemški pištoli SIG Sauer P226.
Pištola deluje na principu kratkega trzanja cevi in nihajoče cevi (sistem Browning). Uporablja sprožilec enojnega in dvojnega delovanja, poleg tega ima tudi decocker in varovalko. Prilagojena je tudi strelcem levičarjem.
Podjetje je na začetku leta 2018 na trg poslalo še pištolo Rex Alpha, ki je osnovana na podlagi Zero 1 in je namenjena predvsem športnemu strelstvu.
FIME Group, ameriški zastopnik podjetja Arex, je unikatno pištolo Rex s srebrnimi platnicami podaril Donaldu Trumpu.

## Različice
|                         | Kapaciteta nabojnika | Dolžina cevi [mm] | Masa [g] | Dolžina [mm] | Višina [mm] | Širina [mm] | Opombe                               | Viri  |
| ----------------------- | -------------------- | ----------------- | -------- | ------------ | ----------- | ----------- | ------------------------------------ | ----- |
| Standard (1 S)          | 17 ali 20            | 108               | 815      | 190          | 140         | 35          |                                      | [ 5 ] |
| Tactical (1 T)          | 17 ali 20            | 125               | 815      | 205          | 140         | 35          | zvišani merki, navoj za dušilec poka | [ 6 ] |
| Compact (1 CP)          | 15 ali 17            | 98                | 780      | 180          | 130         | 35          |                                      | [ 7 ] |
| Tactical Compact (1 TC) | 15 ali 17            | 116               | 816      | 198          | 150         | 35          | zvišani merki, navoj za dušilec poka | [ 8 ] |
| Combat                  | 17 ali 20            | 108               | 780      | 190          | 140         | 35          | umaknjena iz kataloga                | [ 9 ] |

Leta 2017 so bile različice Standard, Combat in Compact na voljo v kalibrih 9×19 Parabellum, 9×21 IMI in .40 S&W, z letom 2018 pa .40 S&W ni več na voljo.

### Rex 765
Poleg različice Zero 1 obstaja tudi manjša različica Rex 765 za naboj 7,65×17 Browning, ki deluje na principu enostavnega prostega zaklepa. Ta je na voljo v treh velikostih; Standard, Compact in Combat.

## Uporabniki
- Slovenija: Različica Standard (1S) se uporablja kot orožje častnikov, podčastnikov in vojakov Slovenske vojske.[10]
- Poljska: Policija tip Rex Zero 1 CP.[navedi vir]